# Музей історії запорозького козацтва
Музéй істóрії запорóзького козáцтва Національного заповідника "Хортиця" розташований в північній частині острова Хортиця, м. Запоріжжя. 

## Історія

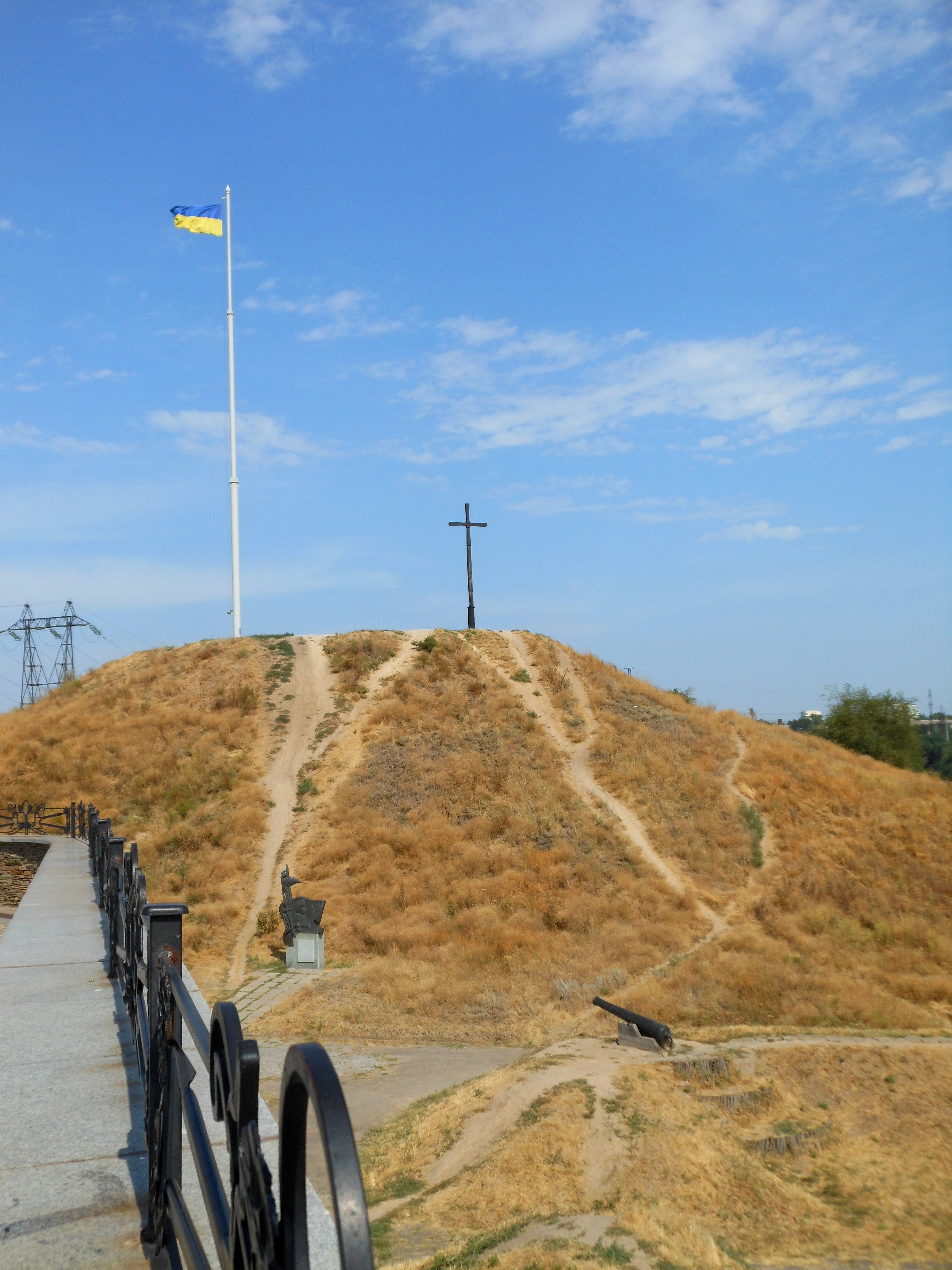
Курган єдності України поряд з музеєм

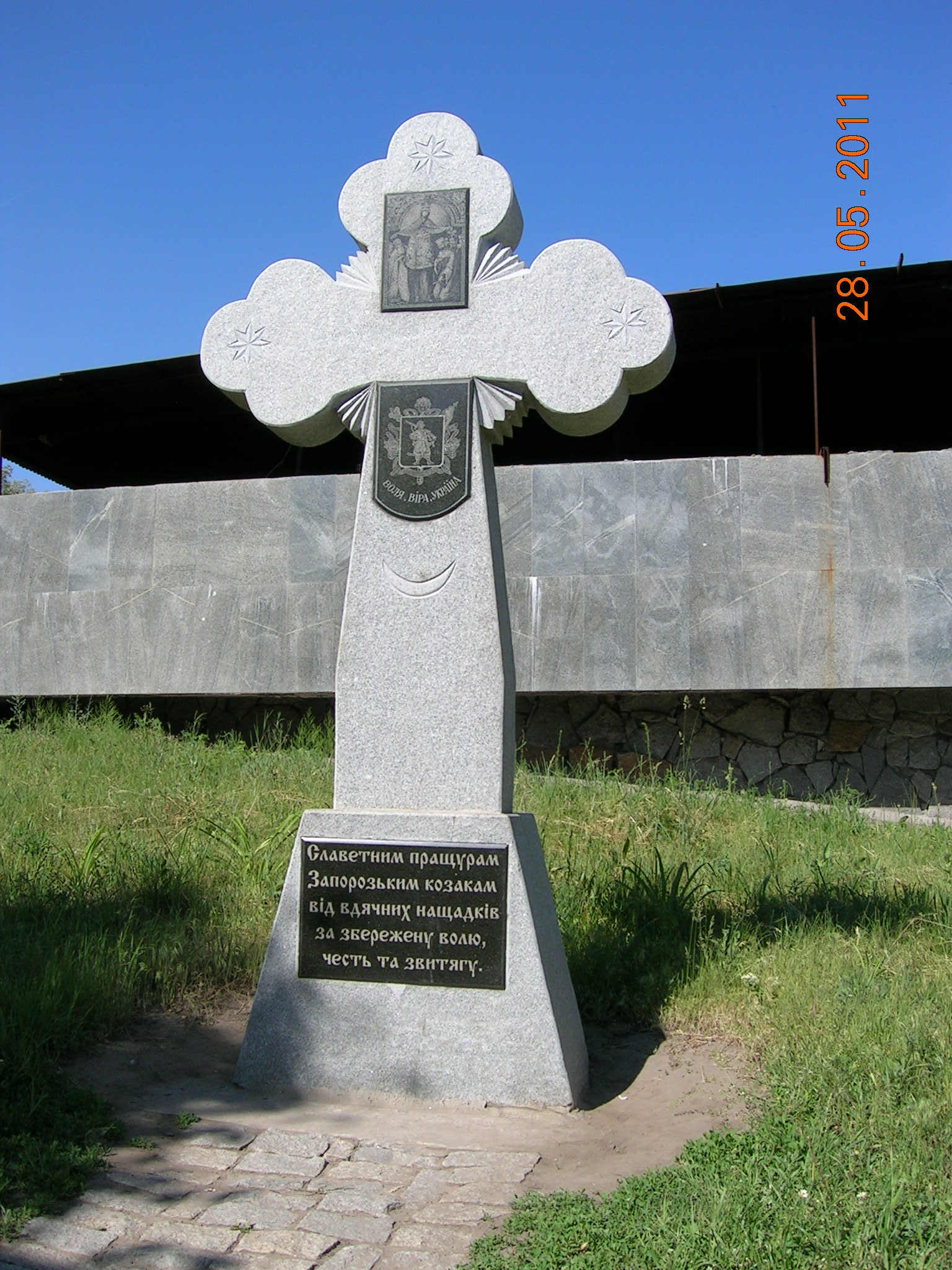
Пам'ятний хрест славетним пращурам Запорозьким козакам

І. Політична "відлига" та ідея створення
Музею історії запорозького козацтва.
Музей історії запорозького козацтва почав створюватися в 60-х роках XX ст., під час так званої, “відлиги”. В цей час серед широких мас української громади поширюється рух по відродженню національних традицій. Проявом цього стали зріст зацікавлення історією козацтва та ідея увічнення його пам’яті. Аби якимось чином керувати цим процесом органи комуністичної партії змушені були підтримати виступи громадськості. У 1965 році місцеві обком КПУ та облвиконком після низки звернень громадськості та науковців вирішили звернутися до першого секретаря ЦК КПУ Петра Шелеста з пропозицією “створити на о. Хортиця Державний заповідник історії запорізького козацтва...”, “враховуючи велику прогресивну роль, яку відіграло запорізьке козацтво в боротьбі проти іноземних поневолювачів, у розгортанні Визвольної війни 1648-1654 рр.” Заповідник пропонувалося створити у вигляді садово-декоративного парку, в центрі якого спорудити музей-панораму, а алеї прикрасити скульптурами видатних прогресивних діячів – Хмельницького, Сірко, Сулими та ін.1
Після низки узгоджень уряд Української РСР прийняв Постанову за № 911 від 18.09.1965 р. “Про увічнення пам’ятних місць, зв’язаних з історією запорізького козацтва”. Вона передбачала “оголосити територію о. Велика Хортиця в м. Запоріжжі Державним історико-культурним заповідником. Закласти і впорядкувати на території заповідника тематичний садово-декоративний парк історії запорізького козацтва...”
Широкі кола громадськості з радістю сприйняли Постанову, і одразу долучилися до обговорення різноманітних проєктів створення музею історії запорозького козацтва. Над його тематичною структурою працювали видатні митці та науковці, серед них, наприклад, дослідниця історії запорозького козацтва О. Апанович. За редакцією 1966 р. тематичні пропозиції висвітлювали теми: пам’ятки археології і історії Хортиці раннього періоду; виникнення та формування запорозького козацтва; Запорозька Січ – центр боротьби українського народу за своє соціальне визволення; Визвольна війна українського народу 1648-1654 рр. і роль запорозького козацтва у війні; Запорозька Січ після возз’єднання  України з Росією; запорозьке козацтво в народній творчості, літературі, живописі та музиці; наступність патріотизму, бойової героїки запорожців в роки громадянської та Великої Вітчизняної воєн.2 Отже, незважаючи на заідеологізованість тематичної структури, вона охоплювала всю історію запорозького козацтва від його формування до ліквідації, висвітлювала вплив козаччини на подальшу долю українського народу.
Було оголошено конкурс на проєкт заповідника. Макети всіх проєктів були розташовані у виставковій залі. В цілому відвідувачі (як громадяни України, так і іноземці) схвально сприйняли проєкти та висували свої пропозиції щодо музею та заповідника. Проте цей і наступний конкурси не задовольнили владні та партійні органи. Надалі проєкти створювалися і обговорювалися в “закритому режимі”, без широких кіл громадськості. 
На серпень 1970 р. Міністерство культури, Академія наук, Запорізький облвиконком видали пропозиції до тематико-експозиційного плану. Державний історико-культурний заповідник має складатися з Музею історії запорозького козацтва з 5-ма діорамами, етнографічного розділу, тематичного парку. У Музеї передбачалось створити 6 розділів: 1. Виникнення українського козацтва. 2. Запорізька Січ до середини XVII ст. 3. Запорозьке козацтво у визвольній боротьбі українського народу кінець XV – перша половина XVIII ст. 4. Запорозьке козацтво після возз’єднання України з Росією. 5. Запорозька Січ в останні часи свого існування. 6. Запорозьке козацтво в історичній науці, народній творчості, літературі та мистецтві.”3 28 та 30 12.1970 р. Міністерство культури та Держбуд УРСР затвердили технічний проєкт музею Державного історико-культурного заповідника запорозького козацтва на о. Хортиця та запропонували створення 3-х діорам (“Взяття запорожцями м. Кафи”, “Битва під Жовтими Водами”, “Козацька Рада”). 
Але остаточного рішення на початок 1971 р. так і не було прийнято. Проте створюється координаційна група з цього питання, до якої входили: Киценко М.П. – заступник голови облвиконкому; Кириченко С.М. – начальник обласного управління культури; Сокульський А.Л. – директор Державного історико-культурного заповідника та ін. Згідно плану заходів, розробленому координаційною групою, передбачалось впродовж 1971 – 1972 рр.  виготовити технічну документацію та виконати підготовчі заходи щодо будівництва, організувати збір музейних матеріалів, удосконалити експозиційний план та надіслати його на розгляд Міністерства культури УРСР.4
ІІ. Початок будівництва та ідеологічний тиск.
Експонати почали надходити з Державного історичного музею СРСР, Державного історичного музею ім. Д. І. Яворницького,  Ворошиловградського художнього музею, Харківського художнього музю, Львівського музею образотворчого мистецтва, Львівської картинної галереї. Проте передача експонатів тривала з порушеннями встановлених термінів та узгоджених обсягів.  
Здача будівлі музею, блок обслуговування та причал для катерів мали бути здані до 1973 р. Проте, на 25.01.1972 р. лише підготували робочі креслення. Загалом в цьому році склалася унікальна ситуація – незважаючи на те, що було затверджено тематико-експозиційний план, розроблено технічну документацію на будівництво, справа створення музею не просувалась. Більш того, серед партійних органів поширюються настрої негативного сприйняття увічнення пам’яті запорозького козацтва. Керівництво області підготувало проєкт перепрофілювання музею історії запорозького козацтва в музей історії Запоріжжя. Проєкт надано на розгляд заступнику голови Запорізького облвиконкому М. П. Киценко. Він був ініціатором та координатором створення заповідника запорозького козацтва і відмовився погоджувати перепрофілювання. 
Але “машина” партійних органів вже почала працювати. М. П. Киценку виголосили догану за перевидання його книжки “Хортиця в героїці та легендах” та змусили звільнитись з посади заступника голови Запорізького облвиконкому. Державний історичний музей СРСР написав “розгромну” рецензію на проєкт тематичної структури музею історії запорозького козацтва. Головним "гріхом" оголошувалося те, що в проєкті "история запорожского казачества выглядит в общем, как нечто изолированное, саморазвивающееся и уникальное. Подобная трактовка не является правомерной...”5
Водночас компартійне керівництво області та республіки чітко розуміло, що припинення створення заповідника та музею викличе невдоволення серед населення. В 1973 р. постанова ЦК КП УРСР наголошувала на недоліках, "які привели до невиправданого розширення завдань, збільшення масштабу і зміни характеру робіт по створенню заповідника...” Водночас документом оголошувалося продовження спорудження на о. Хортиця історико-культурного комплексу як філіалу Запорізького краєзнавчого музею. Ідейно-тематичне спрямування цього комплексу "має відбивати основні події історії Запоріжжя, включаючи історію Запорозької Січі, Української РСР, дружбу народів СРСР".6
Таким чином, за 1972-1973 рр. було повністю переглянуто ідею створення музею історії запорозького козацтва та заповідника на території Хортиці, як такої, що не відповідає національній політиці радянського уряду та комуністичної партії. Ініціатори створення заповідника запорозького козацтва були звинуваченні в націоналізмі та шовінізмі та були звільнені зі своїх посад. А українське суспільство втратило змогу долучитися до власної історії та відродити почуття власної гідності та самоповаги.
Але навіть і у такому вигляді будівництво музею всіляко гальмувалося. У грудні 1978 р. директор заповідника А. Сокульський писав: “Будівництво музею в першому півріччі 1978 р. не здійснювалось у зв’язку закриттям фінансування. Після вжиття облвиконкомом належних заходів ... було отримано погодження від Держцивільбуду СРСР на продовження будівництва... Протягом жовтня на будівництві працював 1 робітник, у листопаді – 2...”7
III. Відкриття музею та відновлення первісного змісту.
На початок 80-х років будівлю музею все ж таки було завершено, за спогадами наукових співробітників, вони працювали на будівництві музею, організовували суботники. В 1983 р. Музей історії Запоріжжя було добудовано, а 14 жовтня урочисто відкрито. Експозиційна площа музею становила 1600 м2 і була відведена для розкриття таких тем як о. Хортиця в найдавніші часи, історія запорозького козацтва, історія Запоріжжя в часи розбудови соціалізму, тощо. В музеї розмістили 4 діорами – “Битва Святослава у порогах” (автор М. Овєчкін), “Повстання козацької бідноти на Запорозькій Січі в 1768 р.” (автор М. Овєчкін), “Будівництво Дніпрогесу” (автор В. Троценко), “Нічний штурм м. Запоріжжя у жовтні 1943 р.” (автор М. Овєчкін). Філією музею історії Запоріжжя став музеєфікований “Запорізький дуб” на Верхній Хортиці.
Наприкінці 80-х років, на хвилі піднесення національного руху, громадськість піднімає питання про перепрофілювання музею, і як наслідок, Міністерство культури погоджує "зміну спрямованості експозиції існуючого музею на о. Хортиця, поклавши в основу історію запорозького козацтва...” В 1992 р. розпочато роботу по реекспозиції музею та створення Музею історії запорозького козацтва. Розділи експозиції присвячені історії розбудови соціалізму розбираються і на їх місці створюються нові виставки.
Авторський колектив наукових працівників заповідника розпочинає роботу над новим тематико-експозиційним планом. Його головна мета – створення об’єктивного образу запорозького козацтва як символу незалежності українського народу, прикладу самобутності процесів розвитку державотворення, економіки, військового мистецтва та духовної культури, виховання через це самосвідомості та національної гідності8. Нова тематична структура передбачає висвітлення наступних тем: 1) виникнення та формування запорозького козацтва; 2) політико-адміністративний устрій Запорозьких Вольностей; 3) військове мистецтво запорозьких козаків; 4) особливості господарської діяльності та побут на Запоріжжі; 5) духовність та культура на Запорожжі; 6) причини знищення, ліквідація Січі та доля запорозької спадщини; 7) запорозьке козацтво в пам’яті народній та мистецтві. В 2004 р. науковими співробітниками створено тематико-експозиційний план, який відповідав новій Науковій концепції. ТЕП пройшов рецензування в Запорізькому обласному краєзнавчому музею, в Запорізькому Державному університеті. Розроблено Художню концепцію Музею історії запорозького козацтва.
Згідно цих документів в 2005 – 2006 рр. в музеї створюються виставки “Запорозька Січ та Річ Посполита в XVII ст.”, “Запорозька Січ в часи Нової Січі та П. Калнишевського” та інші. Вони висвітлюють історію Запорожжя в XVII – XVIII ст., історію Кам’янської та Нової (Покровської) Січі, участь запорозького козацтва у війні з Османською імперією 1735-1739 рр. за Північне Причорномор'я тощо. 
Таким чином, лише через три десятиріччя ідея Державного історико-культурного заповідника запорозького козацтва з музеєм-панорамою історії запорозького козацтва почала реально втілюватися в життя. Викликає повагу героїзм людей, зокрема М. П. Киценка, С. М Кириченка та багатьох інших, які поклали своє здоров’я, кар’єри на вівтар цієї ідеї. Завдяки їм, стало можливим існування Музею історії запорозького козацтва Національного заповідника "Хортиця".
Робота по реекспозиції музею продовжується. Для цього, а також для ремонту в 2016 р. Музей було тимчасово закрито. Після вирішення питання фінансування в 2021 р. тут розпочалися роботи в рамках програми "Велике будівництво". Були відновлені комунікації, під'їздні шляхи, реконструйована будівля музею та впорядкована навколишня територія. Тривало розроблення нової концепції Музею. 
Проте після початку повномасштабної агресії проти України роботи припинено. Місто Запоріжжя та острів Хортиця опинилися в безпосередній близькості від зони бойових дій та стали об'єктами обстрілів російських загарбників. Музейні фонди було евакуйовано, а чимало співробітників заповідника вирушили до лав Збройних Сил України. Але і в цих умовах робота музейників та науковців заповідника триває, щоби ніщо не стало на заваді висвітленню історії запорозького козацтва та осмислення його державотворчого значення для України, підвищенню національної гідності українців та формуванню нової сильної української нації.

## Експозиції
- Запорозьке козацтво в історичній та художній літературі
- Період Київської Русі
- Православ'я на українських землях
- Новітня історія запорозького краю
- Нові археологічні знахідки Національного заповідника.

В музеї зібрано понад 32 тис. музейних предметів.
Експозиційна площа музею становила 1600 м². У музеї існували три діорами: «Битва київського князя Святослава» (перед якою представлений унікальний меч каролінгського типу широко відомий як «Меч Святослава» знайдений у 2011 році біля острова Хортиця), «Військова рада на Січі», «Визволення міста Запоріжжя». Виставки присвячені історії запорозького козацтва.
Неподалік від музею на острові Хортиці розташований кам'яний стовп, на якому написано, що тут імовірно вбили князя Святослава Хороброго.

## Галерея

Меморіальні дошки
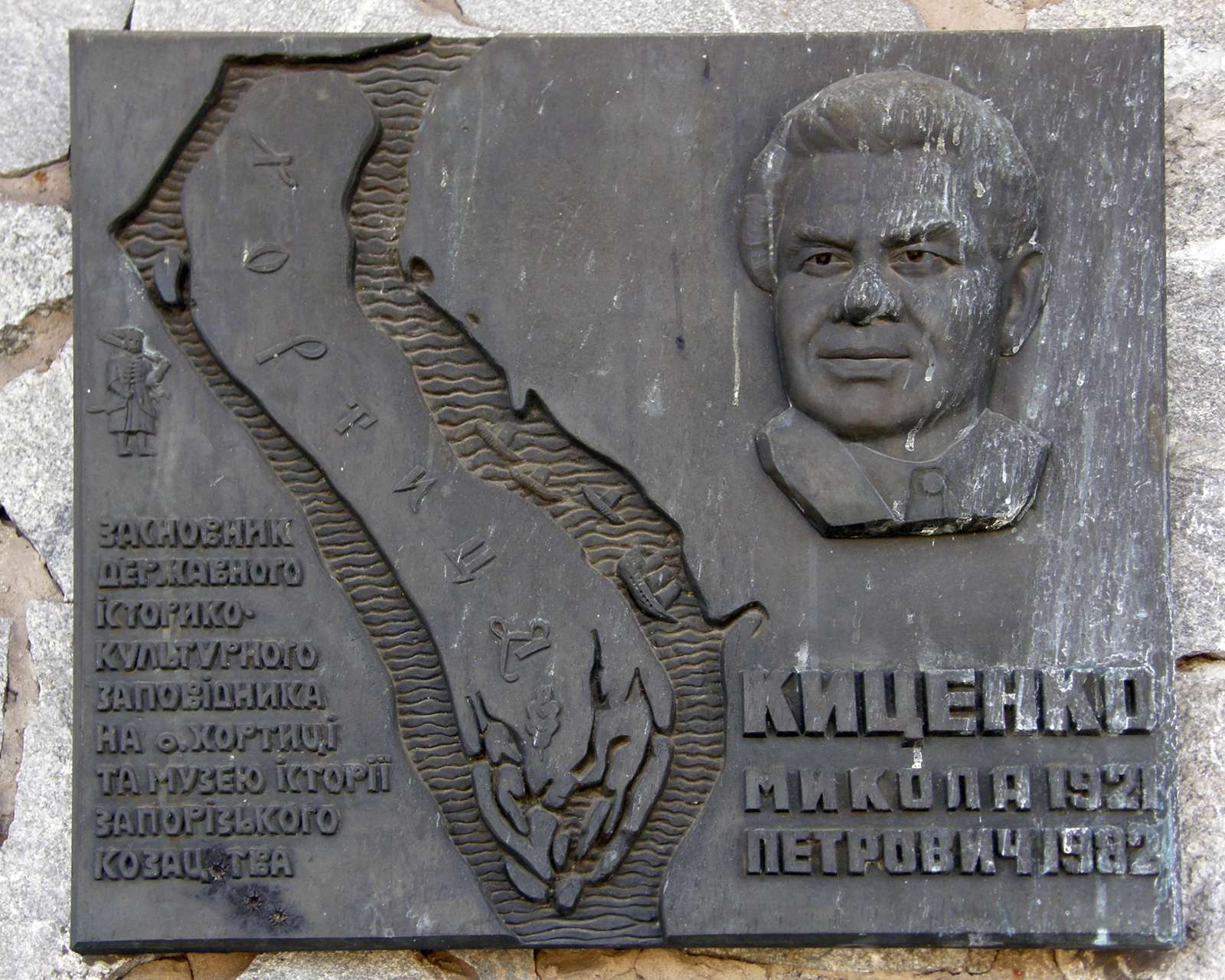
меморіяльна табличка Миколі Киценку
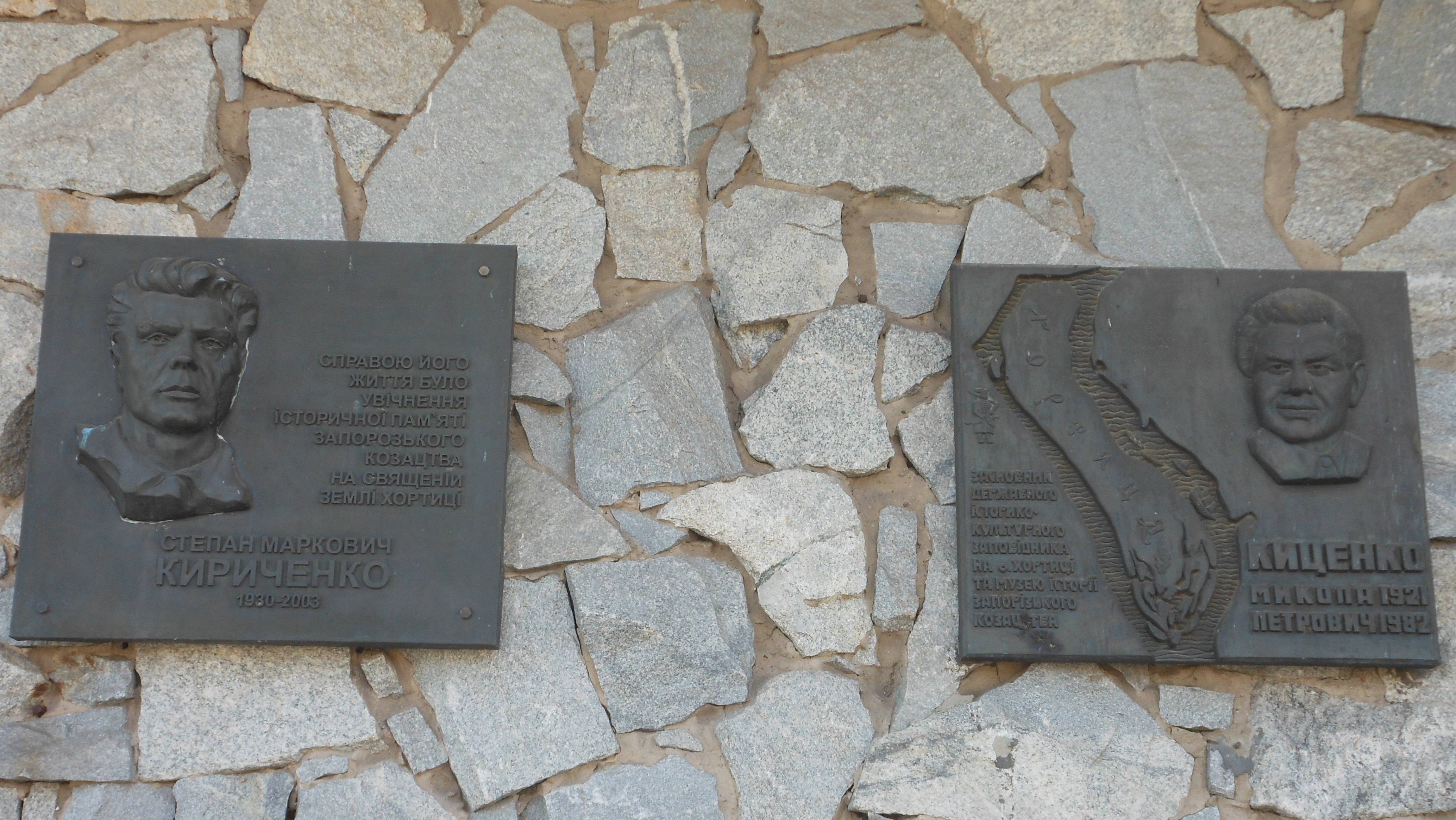
Степану Кириченку та Миколі Киценку на стіні Музею історії запорозького козацтва
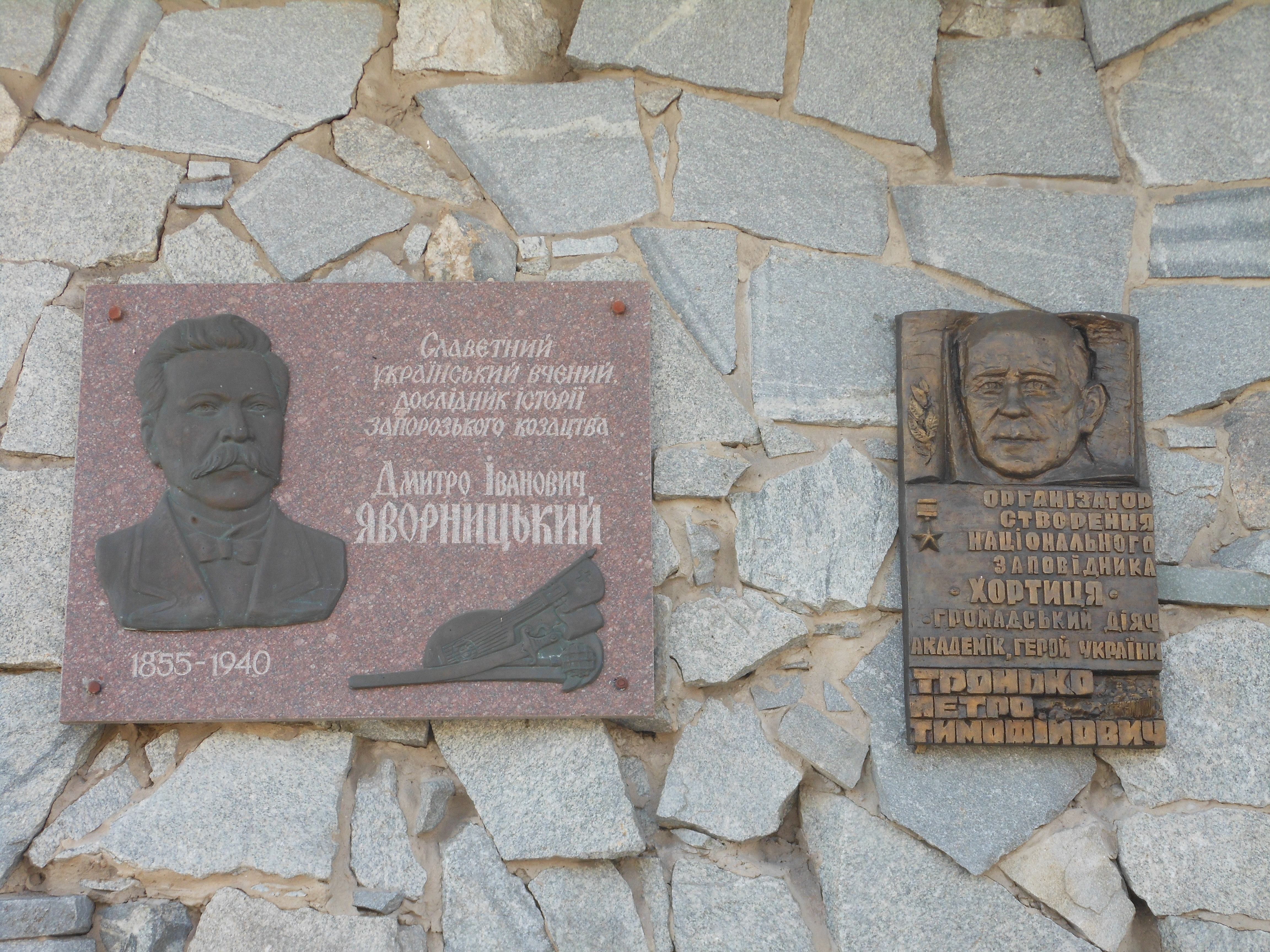
Дмитру Яворницькому та Петру Троньку
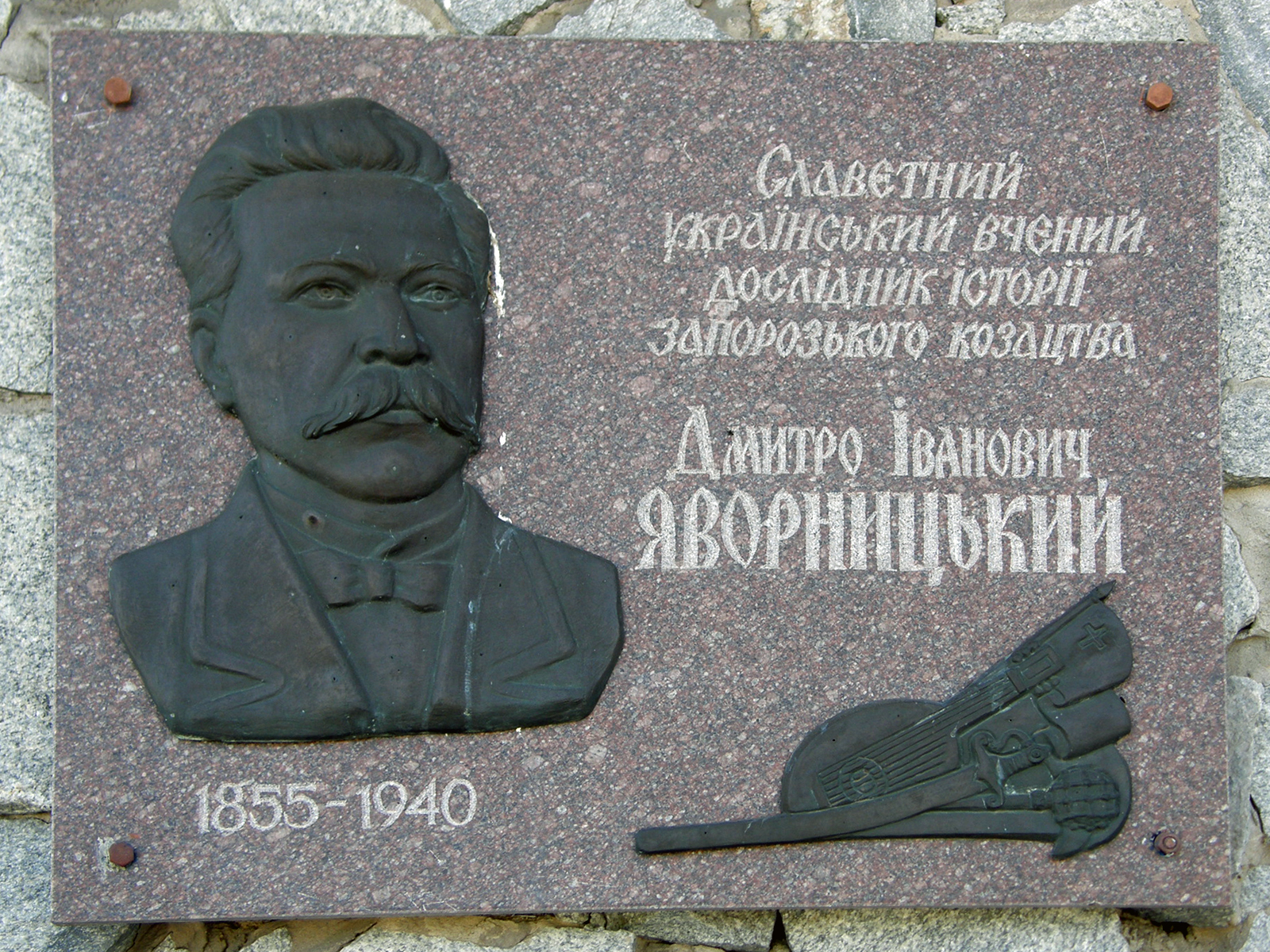
меморіяльна табличка Дмитру Яворницькому

## Панорама
1. ↑  https://hortica.zp.ua/ua/guide/north/91-museum/